# Happy Nation (пісня)
«Happy Nation» (укр. Щаслива Нація) — пісня, записана шведською групою Ace of Base з їхнього однойменного дебютного альбому (1992). Вперше вона була випущена у Скандинавії в грудні 1992 року, а потім двічі вийшла у Великобританії. Перша поява відбулася в жовтні 1993 року, коли вона досягла 42 позиції, а через дванадцять місяців знову потрапила в чарт під номером 40. "Happy Nation" досягла першого місця в чартах синглів Данії, Фінляндії, Франції та Ізраїлю в 1993 і 1994 роках. У 2008 році пісня була перероблена Ace of Base для набору реміксів.
«Happy Nation» — танцювальна поп-пісня середнього темпу з сильним впливом реггі-ф’южн і євро-хаус. Він був написаний Йонасом «Джокером» Берггреном і Ульфом «Буддою» Екбергом і містить англійську та латинську лірику. Перший куплет співає латиною Джокер, а Лінн Берггрен співає решту як головна співачка. Гурт описав пісню, написану як відповідь на повідомлення про минулі зв’язки Екберга з неонацистськими скінхедами, як «антифашистську пісню та гімн життю».  Екберг також сказав, що ця пісня є відповіддю на те, що «всі говорять про те, як усе погано!... Я вважаю, що найкраще — бачити позитив» 

## Чарти
| Чарт (1993–1994)                                       | Пік position |
| ------------------------------------------------------ | ------------ |
| Australia (ARIA)                                       | 80           |
| Австрія (Ö3 Austria Top 75)                            | 6            |
| Бельгія (Ultratop Flanders)                            | 8            |
| Denmark (IFPI)                                         | 1            |
| Europe (Eurochart Hot 100)                             | 39           |
| Finland (Suomen virallinen lista)                      | 1            |
| Франція (SNEP)                                         | 1            |
| Німеччина (Media Control AG)                           | 7            |
| Iceland (Íslenski Listinn Topp 40)                     | 14           |
| Israel (IBA)                                           | 1            |
| Italy (Musica e dischi)                                | 21           |
| Lithuania (M-1)                                        | 3            |
| Нідерланди (Dutch Top 40)                              | 5            |
| Нідерланди (Mega Single Top 100)                       | 6            |
| Норвегія (VG-lista)                                    | 6            |
| Нова Зеландія (RIANZ)                                  | 22           |
| ПОМИЛКА: ПРОПУЩЕНО ПАРАМЕТР date У ШОТЛАНДСЬКОМУ ЧАРТІ | 37           |
| Швеція (Sverigetopplistan)                             | 4            |
| Швейцарія (Media Control AG)                           | 23           |
| UK Singles (OCC)                                       | 40           |
| UK Airplay (Media Monitor)                             | 43           |

| Чарт (1993)                      | Позиція |
| -------------------------------- | ------- |
| Belgium (Ultratop Flanders)      | 72      |
| Europe (Eurochart Hot 100)       | 67      |
| Germany (Official German Charts) | 42      |
| Netherlands (Dutch Top 40)       | 63      |
| Netherlands (Single Top 100)     | 79      |

| Чарт (1994)   | Позиція |
| ------------- | ------- |
| France (SNEP) | 16      |

## Персоналії
- Вокал Лінн Берггрен
- Латинський хор Йонаса Берггрена
- Бек-вокал Джона Балларда
- Автори: Йонас Берггрен та Ульф Екберг
- Продюсери: Йонас Берґгрен та Ульф Екберг
- Записано на Tuff Studios

## Історія випуску
| Регіон                        | Дата                  | Мітка                |
| ----------------------------- | --------------------- | -------------------- |
| Данія                         | 7 грудня 1992 року    | Мега                 |
| Об'єднане Королівство         | 1 листопада 1993 року | Лондонські записи 90 |
| Велика Британія (перевидання) | 3 жовтня 1994 року    | Лондонські записи 90 |